# Parathelphusinae
Parathelphusinae là một phân họ trong phân thứ bộ Cua (Brachyura). Trước đây chúng được xếp là một họ, Parathelphusidae, nhưng hiện tại đã được chuyển thành một phân họ thuộc họ Gecarcinucidae.
Các loài cua trogn phân họ này chủ yếu sinh sống trong khu vực Nam Á và Đông Nam Á, tuy nhiên ch1ung cũng có thể được tìm thấy ở những nơi khác ở châu Á và ở Úc.
Các loài trong phân họ Parathelphusidae sinh sống trong các con sông, ao, hồ và ruộng lúa. Một số loài, như các loài thuộc chi Somanniathelphusa, là nguồn thực phẩm có tầm quan trọng mang tính địa phương, cụ thể như ở Thái Lan, nơi chúng được dùng làm một thành phần quan trọng trong món som tam. Các loài khác nói chung là rất hiếm gặp và có lẽ gần với sự tuyệt chủng, như loài Parathelphusa reticulata.

## Các chi
Các chi trong họ này là:
- Adelaena
- Arachnothelphusa
- Austrothelphusa
- Bakousa
- Bassiathelphusa
- Ceylonthelphusa
- Clinothelphusa
- Coccusa
- Currothelphusa
- Esanthelphusa
- Geelvinkia
- Geithusa
- Heterothelphusa
- Holthuisana
- Irmengardia
- Mahatha
- Mainitia
- Mekongthelphusa
- Migmathelphusa
- Nautilothelphusa
- Niasathelphusa
- Oziotelphusa
- Parathelphusa
- Pastilla
- Perbrinckia
- Perithelphusa
- Rouxana
- Salangathelphusa
- Sartoriana
- Sayamia
- Sendleria
- Siamthelphusa
- Somanniathelphusa
- Spiralothelphusa
- Stygothelphusa
- Sundathelphusa
- Syntripsa
- Terrathelphusa
- Thelphusula
- Torhusa

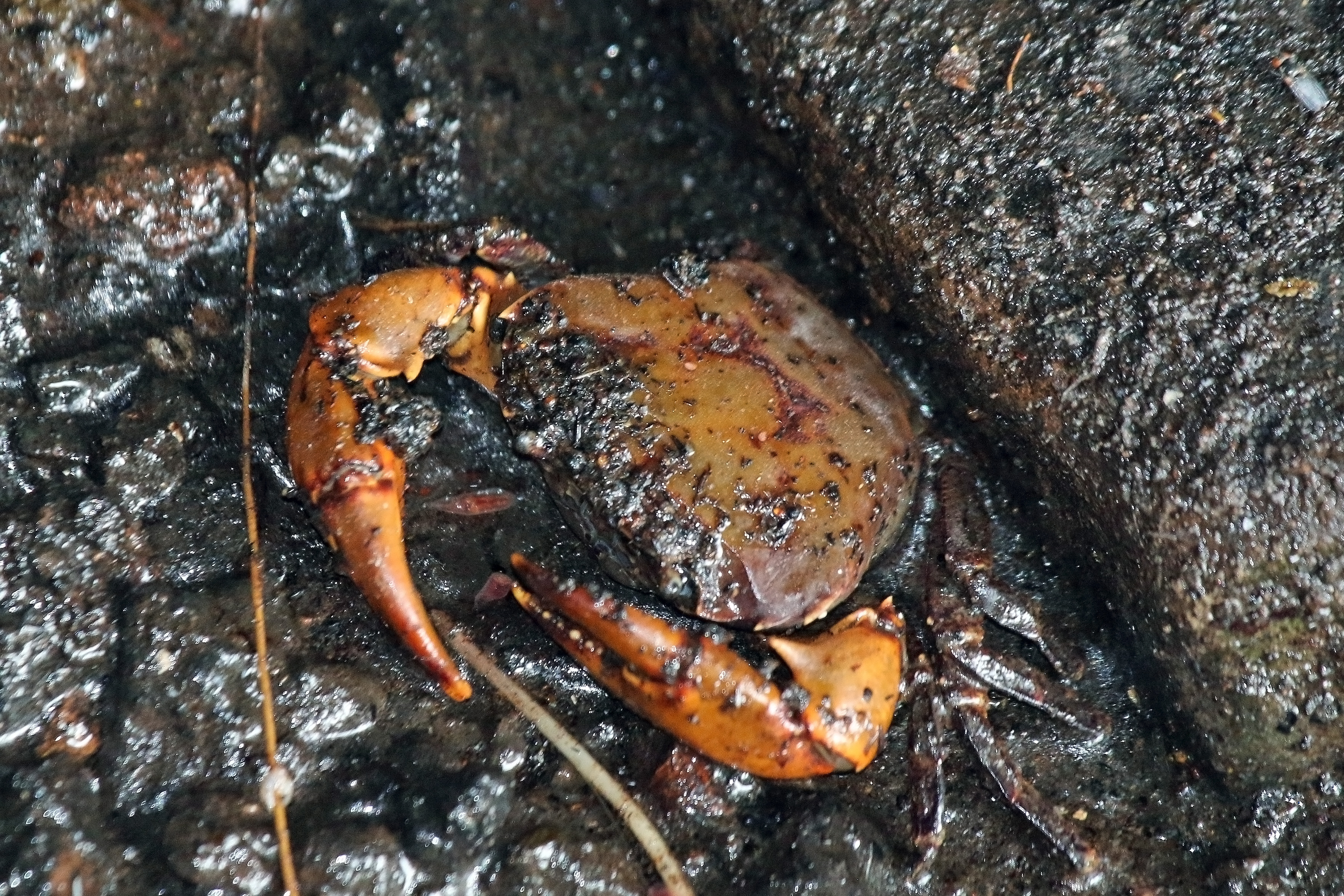
Arachnothelphusa rhadamanthysi
Borneo

Tại Việt Nam có sự sinh tồn của ít nhất là một loài là cua đồng (Somanniathelphusa sinensis).